# Rhys Davies
Rhys Davies, vlastním jménem Vivian Rees Davies (9. listopadu 1901 – 21. srpna 1978) byl velšský spisovatel, starší bratr knihovníka Lewise Daviese. Psal povídky, romány, novely, divadelní hry, knihy o Walesu a je také autorem vlastní biografie. Příběhy jeho děl se často odehrávají ve Walesu. Narodil se ve vesnici Blaenclydach na jihu Walesu a přestože jeho rodiče mluvili velšsky, jejich děti tomuto jazyku neučili. Roku 1968 získal Řád britského impéria.